# Milton Lopes
Milton Lopes é um actor português.
Licenciou-se em Estudos Teatrais, pela Universidade de Évora. Frequentou diversos estágios e workshops de teatro, tendo como formadores Lúcia Sigalho, Filipe Crawford, Luís Castro, Miguel Moreira ou David Greig. 
No teatro trabalhou como actor em Moby Dick encenado por António Pires, A Fábrica de Nada por Jorge Silva Melo (Artistas Unidos),Uma Noite de Verão de Francisco Salgado, Bent, encenado por Jenny Sealy pelo Graeae Theater Company; San Diego escrito e co-encenado por David Greig; Tiestes sob a direcção de Luís Miguel Cintra; Vida Breve dirigido por Lucinda Loureiro. Trabalhou também com Marcos Barbosa, Tiago Porteiro, Vera Mantero
Estreou-se no cinema no filme de Fernando Lopes, O Delfim (2002), ganhando o prémio de Melhor Actor no Festival de Cinema de Angra do Heroísmo.
Para a televisão teve participações em novelas e séries como Sizalinda (título provisório) de Jorge Queiroga,Saber Amar e Queridas Feras de Manuel Amaro da Costa, tendo actuado ainda nos telefilmes Um Homem não é Um Gato de Marie Brand e O Jogo da Glória de Fernando Vendrell.

## Filmografia
- O Delfim (2002)